# Córdoba, Quindío
Córdoba là một khu tự quản thuộc tỉnh Quindío, Colombia. Thủ phủ của khu tự quản Córdoba đóng tại Córdoba Khu tự quản Córdoba có diện tích 90 ki lô mét vuông. Đến thời điểm ngày 28 tháng 5 năm 2005, khu tự quản Córdoba có dân số 5525 người.